# Nguyễn Huệ, Đông Triều
Nguyễn Huệ là một xã thuộc thành phố Đông Triều, tỉnh Quảng Ninh, Việt Nam.

## Địa lý
Xã Nguyễn Huệ nằm ở phía tây nam thành phố Đông Triều, có vị trí địa lý:
- Phía đông giáp phường Thủy An
- Phía tây và phía nam giáp tỉnh Hải Dương
- Phía bắc giáp phường Bình Dương.

Xã Nguyễn Huệ có diện tích 10,83 km², dân số năm 1999 là 5.625 người, mật độ dân số đạt 519 người/km².

## Hành chính
Xã Nguyễn Huệ được chia thành 9 thôn: 1 – Vân Giang, 2, 3, 4, 5, 6, 7, 8, 9.

## Lịch sử
Ngày 11 tháng 3 năm 2015, Ủy ban Thường vụ Quốc hội ban hành Nghị quyết số 891/NQ-UBTVQH13 về việc thành lập thị xã Đông Triều thuộc tỉnh Quảng Ninh. Xã Nguyễn Huệ trực thuộc thị xã Đông Triều.
Năm 2023, sáp nhập cụm dân cư Nam Hải thuộc khu Kênh Giang (cũ), phường Văn Đức, thành phố Chí Linh, tỉnh Hải Dương gồm 189 hộ với 512 nhân khẩu và một phần xóm Trại Chẹm, thôn Trạm Lộ, xã Bạch Đằng, thị trấn Kinh Môn, tỉnh Hải Dương gồm 25 hộ với 82 nhân khẩu đang sinh sống trên địa giới hành chính của xã Nguyễn Huệ vào thôn 1, xã Nguyễn Huệ.
Ngày 19 tháng 4 năm 2024, HĐND tỉnh Quảng Ninh ban hành Nghị quyết số 197/NQ-HĐND về việc đổi tên Thôn 1 thành thôn 1 – Vân Giang.
Ngày 28 tháng 9 năm 2024, Ủy ban Thường vụ Quốc hội ban hành Nghị quyết số 1199/NQ-UBTVQH15 về việc sắp xếp đơn vị hành chính cấp huyện, cấp xã của tỉnh Quảng Ninh giai đoạn 2023 – 2025 (nghị quyết có hiệu lực từ ngày 1 tháng 11 năm 2024). Theo đó, thành lập thành phố Đông Triều thuộc tỉnh Quảng Ninh. Xã Nguyễn Huệ trực thuộc thành phố Đông Triều.